# Stamppot
Lo stamppot è un piatto tradizionale della cucina olandese a base di patate schiacciate e verdure (un solo tipo di verdura o più tipi insieme). Le verdure utilizzate tradizionalmente sono crauti, indivia, cavolo, oppure carote e cipolla (quest'ultima combinazione si chiama hutspot). Lo stamppot viene servito di solito con salsiccia affumicata o carne stufata.
L'origine dello stamppot è sconosciuta, ma è un piatto olandese molto noto e può costituire un pasto economico, nutriente ed energetico.

## Preparazione[3]
Ci sono due metodi per preparare lo stamppot. Il primo è un metodo moderno:
- lo stamppot viene preparato facendo bollire separatamente le patate e le verdure. Poi si aggiungono le patate alla stessa pentola delle verdure e si schiaccia tutto, patate e verdure. Alcuni aggiungono una salsa di mele per esaltare il sapore e/o addolcire il composto. La carne aggiunta al piatto di solito è una salsiccia affumicata (rookworst). La maggior parte degli olandesi crea un 'laghetto' di salsa al centro del composto di verdure.

- lo stamppot si può preparare anche in un'unica pentola. Patate, cipolle e le verdure scelte vengono pelate e messe nella pentola insieme alla salsiccia. Si aggiunge l'acqua e si porta a bollore. Poi si fanno cuocere le verdure, si scolano, si aggiunge un po' di latte, burro, sale e si schiaccia tutto insieme.

Nei Paesi Bassi spesso lo stamppot è servito con una salsa di mele, cetriolini sottaceto o cipolline sottaceto.